# Bredana
Bredana  (лат.) — род аранеоморфных пауков из подсемейства Amycinae в семействе пауков-скакунов (Salticidae). Оба вида данного рода распространены в Соединённых Штатах Америки (Северная Америка).

## Виды
- Bredana alternata Gertsch, 1936 — США
- Bredana complicata Gertsch, 1936 — США typus